# Pardosa yaginumai
Pardosa yaginumai är en spindelart som beskrevs av Tanaka 1977. Pardosa yaginumai ingår i släktet Pardosa och familjen vargspindlar. Inga underarter finns listade i Catalogue of Life.